# Thiratoscirtus obesus
Espèce
Thiratoscirtus obesus est une espèce d'araignées aranéomorphes de la famille des Salticidae.

## Distribution
Cette espèce est endémique du Gabon. Elle se rencontre dans les monts de Cristal vers Tchimbélé.

## Description
La carapace de la femelle holotype mesure 3,2 mm de long sur 2,8 mm et l'abdomen 5,0 mm de long sur 3,3 mm.

## Systématique et taxinomie
Cette espèce a été décrite par Wesołowska et Wiśniewski en 2023.

## Publication originale
- Wesołowska & Wiśniewski, 2023 : « A contribution to thiratoscirtines from Central Africa with description of new genera and species (Araneae: Salticidae: Thiratoscirtina). » Annales Zoologici, vol. 73, no 3, p. 375-387.